# Reconhecimento de uniões homossexuais no Chile
A legislação do Chile reconhece oficialmente a relação entre pessoas do mesmo sexo por meio do Acordo de União Civil.
A partir de 2003, várias propostas foram apresentadas pelos parlamentares para reconhecer os casais do mesmo sexo, seja estabelecendo o instituto da união civil ou estendendo o casamento civil a este tipo de família. No entanto, setores da Igreja Católica, evangélicos e muitos membros do Congresso expressaram sua oposição a qualquer tipo de reconhecimento.
Embora os principais candidatos presidenciais nas eleições de 2006 e 2010 tenham expressado seu apoio ao reconhecimento dos casais homossexuais, foi somente em 2011 que o governo de Sebastián Piñera apresentou um projeto de lei que criava o Acordo de Parceiro de Vida (AVP). Esse projeto de lei foi finalmente aprovado em janeiro de 2015, criando o Acordo de União Civil, que pode ser firmado tanto por casais heterossexuais quanto homossexuais, reconhecendo a família homoparental, mas com algumas distinções à família heteroparental. O projeto foi promulgado em 13 de abril de 2015.